# Taxon Lazare
Pour les articles homonymes, voir Lazare (homonymie).
Un taxon Lazare est un taxon, le plus souvent une espèce ou un groupe animal mais parfois une espèce ou un groupe végétal, qu'on a cru éteint mais qu'on redécouvre vivant, ou bien un taxon qui n'apparaît pas dans le registre fossile pendant une période significative de l'histoire de la Terre et qui semble réapparaître à un moment donné.
Cette appellation est donnée en référence au personnage de Lazare, ressuscité par Jésus dans le Nouveau Testament.

## Description et type de taxon Lazare
Il s'agit d'un terme qui s'applique à toute espèce animale ou végétale considérée comme éteinte à la fois dans la nature et en captivité mais qui est redécouverte et se révèle être en vie « de façon miraculeuse ». Les populations d'animaux considérés comme n'existant plus qu'en captivité (comme l'Ara de Spix ou le Cerf du Père David) mais qui sont redécouvertes dans la nature pourraient techniquement compter comme telles, et ce, dans une zone plus large de la définition du terme, mais ce dernier est officiellement et universellement accepté comme n'étant exclusif qu'aux espèces « disparues » de manière totale.
Il existe deux types de taxon Lazare : 
- Celui où il est question d'un organisme déjà une fois découvert, décrit ou non, par l'homme du vivant de l'organisme en question puis qui disparaît d'une manière ou d'une autre, et est redécouvert de nouveau une seconde fois par l'homme qui l'a cru disparu. À savoir que les espèces disparues depuis un certain temps (au moins depuis 50 ou 30 ans environ selon les standards, période de temps où l'on considère que, faute d'observations confirmées et officielles de l'espèce, elle n'existe plus) et considérées officiellement comme espèces éteintes au niveau mondial sont techniquement les seules à pouvoir être éligibles. Les autres espèces disparues en apparence et redécouvertes après un laps de temps relativement court ne sont généralement pas acceptées ou considérées comme pouvant en faire partie.
- Et celui où il est question d'un organisme découvert tout d'abord à partir de fossiles ou subfossiles (pouvant dater de plusieurs milliers ou millions d'années suivant les cas) par l'homme, qui le classifie par voie logique comme éteint puisque aucune preuve ne vient corroborer la possibilité de la survie de l'espèce, mais qui plus tard est  redécouvert comme étant vivant bien qu'on ait cru d'abord à son extinction (extinction d'origine humaine lointaine ou extinction naturelle). Dans ce cas là, les organismes se voient aussi le plus souvent attribués le terme de fossiles vivants, qu'ils aient beaucoup ou très peu évolué entre la date des ossements premièrement découverts et la redécouverte de l'espèce en vie.

Les taxons Lazare sont très importants dans le domaine scientifique, de la biologie, de la nature, de l'écologie et de la conservation puisqu'ils rendent  compte de l'importance des conséquences et de l'impact de l'homme sur Terre, sur l'environnement, sur l'évolution des populations animales et végétales à travers le temps. Il est également primordial de rappeler au public l'importance de la sauvegarde des espèces menacées, qu'elles soient vulnérables ou en danger (critique ou non) d'extinction et de la diversité génétique et biologique.

## Caractérisation des périodes d'absence

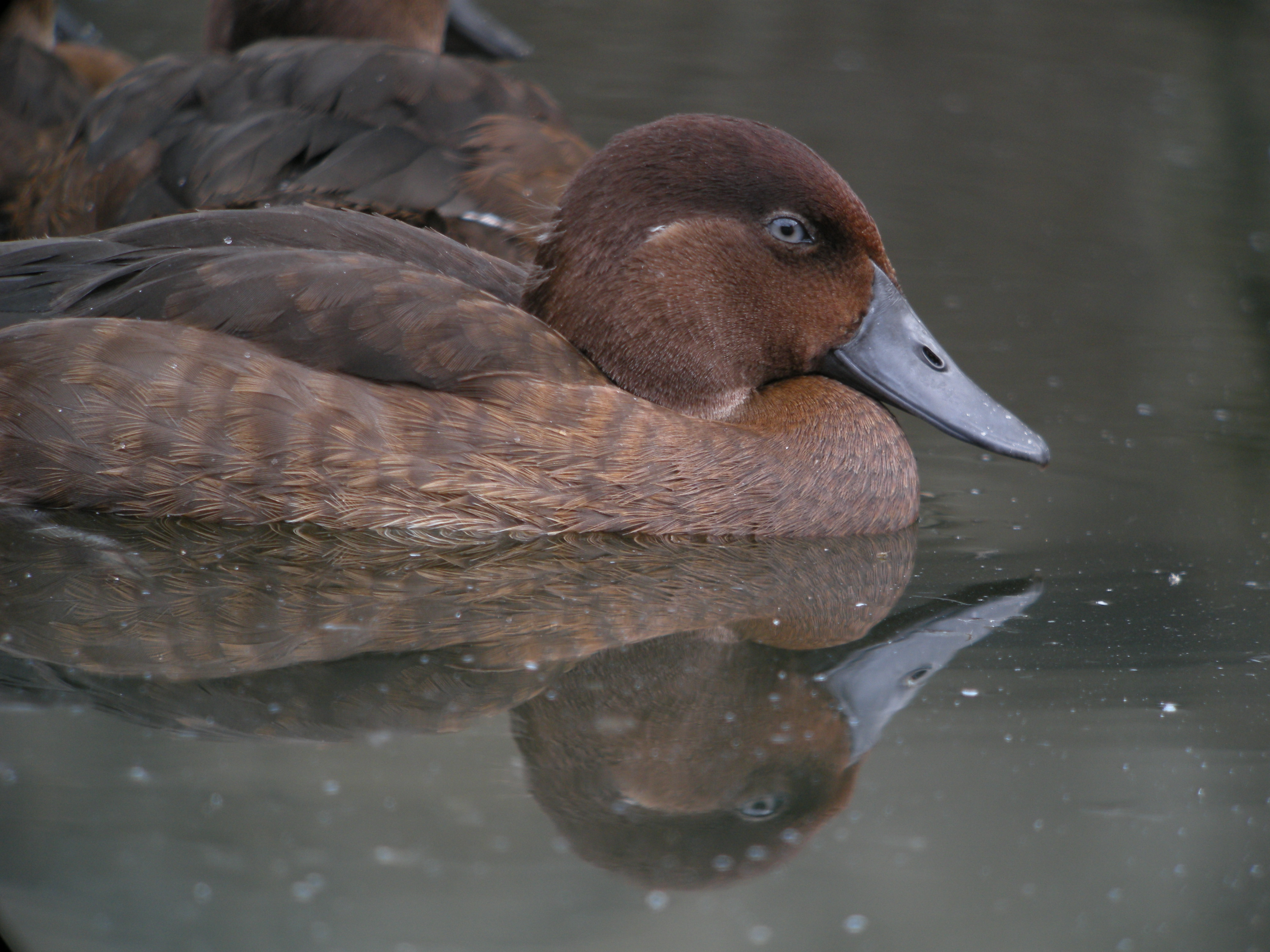
Fuligule de Madagascar

### Espèces fossiles
Le terme est à la base utilisé en paléontologie. La période d'absence se traduit par un manque dans les enregistrements fossiles de l'espèce, c'est-à-dire qu'on ne connaît que des preuves de vie ancienne et des preuves de vie récente, mais qu'il n'en existe aucune pour les périodes intermédiaires. Comme il est impossible qu'une espèce puisse réapparaître après avoir disparu, ce phénomène s'explique le plus souvent par le fait qu'aucun fossile intermédiaire n'a été retrouvé. La période d'absence se traduit aussi par le manque, voire la quasi absence, d'individus observés dans la nature.

### Espèces éteintes
Par extension de sens, le terme peut aussi s'appliquer à des espèces considérées comme « éteintes », faute d'individus observés pendant plusieurs années ou décennies, voire siècles, mais redécouvertes vivantes, tels le Petaurus gracilis, le Takahé du Sud ou le Fuligule de Madagascar, ou encore le Rat-chinchilla du Machu-Picchu. Cependant, il faut que la redécouverte et l'existence des créatures impliquées soit prouvée. En effet, certaines espèces, comme le Pic à bec ivoire, peuvent soi-disant avoir été vues par des personnes et ces témoignages en question, non confirmés, ne peuvent pas suffire à prouver l’existence d'animaux disparus vivant encore aujourd'hui. Certaines espèces classées comme éteintes peuvent cependant être reclassées comme espèces en « danger critique » à la suite de certains de ces témoignages, suivant les conditions, comme la Nette à cou rose.

### Espèces menacées
Cependant, malgré la redécouverte d'animaux, qui implique que des individus vivants de ces espèces existent, les grands organismes de conservation comme l'UICN considèrent que ces espèces sont le plus souvent toujours menacées de disparaître, le nombre d'individus observés étant faible, ou à un stade proche de l'incapacité de renouveler les générations. Malgré cela, certaines espèces ont pu vivre sans être observées pendant plusieurs décennies, tel le Potoroo de Gilbert, présumé éteint pendant 120 ans. 
Le plus souvent, ces espèces « ré-apparues » sont pour la majorité des animaux de petite taille, qui nécessitent moins de place et de nourriture pour survivre, et qui peuvent de fait passer inaperçues durant plusieurs années, au contraire des animaux de taille moyenne ou grande, qui peuvent difficilement ne pas laisser de traces de leur présence et survivre avec peu de ressources. Les mœurs et habitudes de certains animaux, souvent très discrets et craintifs de nature, peuvent aussi favoriser et inciter les organismes à les considérer comme éteints. 
Le plus souvent, les espèces disparues redécouvertes sont localisées et ne subsistent que dans des lieux isolés où l'homme ne met presque jamais les pieds, là où leurs aires de répartitions, pour les espèces non endémiques des îles, étaient autrefois grandes pour la plupart, mais chassés jusqu'à l'extinction dans ces zones. Les espèces redécouvertes sont donc aussi le plus souvent des espèces dite "relique". Au vu des recherches et expéditions scientifiques un peu partout dans le monde, surtout depuis la fin du XIXe siècle et de nos jours, de nombreuses espèces qu'on pensait éteintes sont redécouvertes et peuvent la plupart du temps bénéficier d'une protection ainsi que des efforts de sauvegarde afin de les mettre hors de danger.

## Réapparition d'espèces

### Réapparition d'espèces présentes sur laliste rouge de l'UICN
- Plantes :
  - Eriogonum truncatum que l'on pensait éteinte en 1935, a été redécouverte en 2005 ;
  - Pedicularis furbishiae que l'on pensait éteinte en 1880, redécouverte dans les années 1970 ;
  - Ilex sapiiformis, l’Ilex de Pernambouc, que l'on pensait éteinte en 1838, redécouverte en 2023.

- Mammifères :
  - Eupetaurus cinereus, petit écureuil volant connu seulement grâce à des peaux collectées au Pakistan à la fin du XIXe siècle jusqu'à ce que des spécimens vivants soient capturés dans les années 1990 (1994).
  - Potorous gilbertii (Potoroo de Gilbert), marsupial australien présumé disparu dès les années 1870 jusqu'à sa redécouverte en 1994[2],[3].
  - Cryptotis nelsoni, espèce de musaraigne du genre Cryptotis de la sous-famille des Soricinae de la famille des Soricidae, endémique des pentes du volcan San Martín Tuxtla dans l'État de Veracruz au Mexique, découverte en 1894, puis non observée pendant 109 ans environ pour être ensuite redécouverte en 2004.

- Oiseaux :
  - Pterodroma cahow (Pétrel des Bermudes), un oiseau marin présumé éteint depuis 1620, jusqu'à sa redécouverte au début du XXe siècle.
  - Acrocephalus orinus, (Rousserolle à grand bec) un sylviidé connu seulement grâce à un seul spécimen collecté en Inde en 1867, redécouvert en Thaïlande en 2006.
  - Otidiphaps insularis, le "pigeon-faisan", redécouvert en Papouasie Nouvelle Guinée en septembre 2022 et pourtant "disparu" 140 ans auparavant.

- Insectes :
  - Dryococelus australis, un phasme de l'île Lord Howe présumé éteint dans les années 1920-1930 mais redécouvert en 2001 sur le massif volcanique de la pyramide de Ball. Également nommé tree lobster (« homard des arbres ») en raison de sa taille, c'est un des taxons Lazare les plus connus, emblématique de la protection, de la réintroduction et de la conservation des insectes en Australie.

- Reptiles :
  - Chelonoidis phantasticus (Tortue géante de l'île Fernandina), tortue considérée éteinte depuis 1906, et redécouverte en février 2019 avec la découverte d'un spécimen femelle vivant et officiellement en 2021 après que des tests génétiques pour prouver bel et bien son identité aient été réalisés[4],[5],[6],[7],[8],[9],[10].

### Autres espèces redécouvertes
- Mammifères
  - Burramys parvus (Opossum nain des montagnes), une espèce naine d'opossum déclaré éteinte en 1896 et redécouvert en 1966.
  - Petaurus gracilis, une espèce d'opossum disparu pendant plus de cent ans à partir des années 1800 et redécouverte en 1989.
  - Pseudomys novaehollandiae, rongeurs de la famille des Muridés, éteinte en 1867 et redécouverte en 1967.
  - Solenodon cubanus (Solénodonte de Cuba),  espèce de mammifères venimeux appartenant à la famille des Solénodontidés, découverte en 1861 puis considéré comme  en danger d'extinction le 2 juin 1970 car aucun spécimen n'avait été observé depuis 1890, puis redécouvert en 1974 et 1975 avec quelques rares observations pour être considéré comme éteint en 1980 et re-redécouvert en 2012.
  - Pithecia vanzolinii (Saki moine de Vanzolini), espèce de primates d'Amazonie, éteinte en 1956 et redécouverte en 2017.
  - Moschus cupreus (Porte-musc du Cachemire), espèce de Porte-musc originaire d'Afghanistan, non-observé de 1948 à 2009, auparavant considérée comme une sous-espèce du Porte-musc alpin.
  - Tragulus versicolor (Chevrotain à dos argenté), espèce Vietnamienne de la famille des Tragulidae, décrite en 1910 et considérée comme éteinte pendant trente ans, depuis 1990, et redécouverte en 2019. C'est le plus petit de tous les ongulés.
  - Dobsonia chapmani, une espèce de chauve-souris endémique des Philippines considéré comme éteinte dans les années 1970 mais redécouverte en 2000.
  - Nesolagus timminsi (Lapin tigré), une espèce de lapin asiatique proche du Lapin de Sumatra. Considéré comme disparu, il a été de nouveau observé en 2000 au Vietnam et dans une région reculée du Laos.
  - Tarsius pumilus (Tarsier pygmée), primate asiatique endémique des Célèbes de la famille des Tarsiidae connu auparavant à partir de deux spécimens fossiles de musée, redécouvert en 2008 dans le parc national de Lore Lindu, à plus de 2 000 m d'altitude.
  - Pseudomys gouldii (Souris de Gould), une espèce de souris australienne vivant sur les îles au large de Shark Bay, en Australie-Occidentale, connue comme « souris de Shark Bay », ou « djoongari », présumée éteinte depuis 150 ans et redécouverte en 2021 après que des chercheurs ont réalisé une étude sur la diversité des rongeurs en Australie[11],[12],[13].
  - Apomys sacobianus (Souris du volcan Pinatubo), une espèce de souris vivant sur le mont Pinatubo sur l'île de Luzon aux Philippines, présumée éteinte depuis 1991, date à laquelle le mont est entré en éruption, redécouverte en 2011 et 2012, et officiellement médiatisé en 2021, et étonnamment redécouverte en état prospère sur les lieux de son habitat[14],[15].
  - Rhinolophus hilli (Rhinolophe de Hill ou Chauve-souris en fer à cheval de Hill), une espèce de chauve-souris de la famille des Rhinolophe qui n'avait pas été vue depuis 40 ans à partir de 1981, redécouverte en 2021 au Rwanda (Afrique) et confirmée en 2022 après 3 ans de recherches sur l'identité réelle de l'espèce[16],[17],[18].
  - Canis lupus hallstromi (Chien chanteur), sous-espèce de loup et de chien de Nouvelle-Guinée, disparue en 1966 puis redécouverte en 2016.
  - Elephas maximus sondaicus (Éléphant de Java), sous-espèce de l'éléphant d'Asie, présumée éteinte au XVIIIe siècle mais redécouverte en 2003.
  - Cheval de la Caspienne, ancienne race de poney avec une morphologie de cheval miniature, originaire du nord de l'Iran au bord de la mer Caspienne, présumée éteinte au Xe siècle mais redécouverte en 1965.
  - Hippotragus niger variani (hippotrague noir géant), sous-espèce de l'hippotrague noir, habitant au centre de l'Angola dont il est l'emblème, particulièrement menacé à cause de la guerre civile durant les années 60. Aucun spécimen ne fut observé de 1982 à 2005, lors de la prise d'une photographie grâce à un piège.
  - Panthera pardus adersi (Léopard de Zanzibar), population de léopard d’Afrique de l'Ile d'Unguja, dans l'archipel de Zanzibar, en Tanzanie. Disparus dans les années 1990 et officiellement considéré comme éteint en 2008, un spécimen est photographié en 2018. On ignore s'il s'agit vraiment d'un individu de cette variété, des recherches plus poussée sont en cours afin de confirmer si une population viable existe.
- Oiseaux
  - Porphyrio hochstetteri (Takahé du Sud),  espèce d'oiseaux endémique de l'Île du Sud de la Nouvelle-Zélande, considérée comme éteinte en 1898 et redécouvert en 1948.
  - Aythya innotata (Fuligule de Madagascar), espèce de canard plongeur de la famille des Anatidae, considérée comme éteinte en 1991 mais redécouverte en 2006 sur un lac isolé dans le nord-ouest de Madagascar.
  - Pezoporus occidentalis (Perruche nocturne), petite espèce d'oiseaux de la famille des Psittacidae d'une extrême discrétion, découverte en 1880 et redécouverte en 1990.
  - Eutriorchis astur (Firasabé de Madagascar), une espèce de rapaces de la famille des Accipitridae éteinte en 1930 et redécouverte en 1993.
  - Athene blewitti (Chevêche forestière), espèce de rapace nocturne de la famille des Strigidae, présumée éteinte dans les  années 1800 et redécouverte en 1977.
  - Lophura edwardsi (Faisan d'Edwards), espèce de faisan endémique des forêts tropicales du Viêt Nam, considérée comme éteinte en 1928 mais redécouverte en 1998.
  - Aepypodius bruijnii (Talégalle de Bruijn), espèce endémique de Waigeo de la famille des Megapodiidae, éteinte en 1938 et redécouverte en 2002.
  - Celeus obrieni (Pic d'O'Brien), espèce d'oiseaux monotypique de la famille des Picidae endémique du Brésil. Considérée éteinte en 1926 et redécouverte en 2006.
  - Malacocincla perspicillata (Akalat à sourcils noirs), espèce d'oiseau de la famille des Pellorneidae endémique de Bornéo. Décrite en 1850 à partir d'un unique spécimen, redécouverte en 2020 soit 170 ans plus tard.
- Insectes
  - Nothomyrmecia macrops, fourmi australienne décrite en 1934, à partir de spécimens d’ouvrières collectées fin 1931, redécouverte en 1977.
  - Megachile pluto (abeille de Wallace), espèce d'abeille indonésienne décrite en 1858, puis plus observée durant un siècle jusqu'en 1981 avec la description de six nids, puis redécouverte en 2019 lors d'une expédition parrainée par le Global Wildlife Conservation visant à retrouver des espèces non observées et considérées comme éteintes.
  - Thyreophora cynophila, une espèce de mouche d'Europe occidentale dont la larve nécrophage est spécialisée dans la moelle osseuse de grands mammifères. Récoltée jusqu'en 1850, puis considérée comme disparue, elle est redécouverte en 2007 en Espagne, puis en 2019 en France.
  - Adapsilia coarctata, une espèce de mouche paléarctique très rare en Europe. Rencontrée uniquement à 3 reprises durant le XXe siècle, elle est considérée comme éteinte en Pologne en 2002. Elle y est redécouverte en 2007 ainsi que dans d'autres pays deux ans plus tôt.
- Reptiles
  - Phoboscincus bocourti (Scinque terrifiant de Bocourt), espèce de scinque de 50 cm de long, éteinte en 1876 et redécouverte en 1993.
  - Correlophus ciliatus (Geko à crête), espèce de Gecko de Nouvelle-Zélande populaire dans la terrariophilie, présumée éteinte en 1866 et redécouverte en 1994
  - Gallotia bravoana, espèce de sauriens de la famille des Lacertidae éteinte en 1985 et redécouverte en 1999.
  - Heosemys depressa, espèce de tortues de la famille des Geoemydidae, endémique de Birmanie, éteinte en 1994 et redécouverte en 2004.
  - Anolis proboscis (lézard Pinocchio), espèce de sauriens de la famille des Dactyloidae endémique de la province de Pichincha, éteinte en 1956, aperçu que trois fois en cinquante ans avant 2004 et officiellement durant l'année 2013.
  - Gallotia auaritae (Lézard géant de La Palma), espèce de sauriens endémique de La Palma aux îles Canaries de la famille des Lacertidae, éteinte dans les années 1500 et redécouverte en 2007.
  - Caiman crocodilus apaporiensis, sous-espèce du Caïman à lunette, caractérisé par une coloration jaune plus grande que les autres Caïmans de l'espèce, qu'on pensait éteinte depuis 35 ans environ et redécouvert en 2020.
- Amphibiens
  - Scaphiophryne gottlebei, espèce de crapaud de 3,5 cm de long de la famille des Microhylidae, éteinte en 1996 et redécouverte en 2006.
  - Atelopus ebenoides (crapaud à talons d'Huila), espèce de crapaud ne vivant qu'en Colombie, non enregistrée en 1992 et 1995, puis présumée éteinte en 1996 malgré quelques recherches, jusqu'à ce qu'elle soit redécouverte en 2006
  - Gastrotheca cornuta, espèce de grenouille arboricole de la famille des Hemiphractidae, vivant en Amérique centrale en Équateur, au Panama, au Costa Rica et en Colombie, présumée éteinte en 2005 avant d'être redécouverte en 2018. Cette espèce a la particularité de transporter et garder ses œufs sous la peau au niveau du dos dans des poches spéciales[19].
- sous-ordre des Lumbricina
  - Driloleirus americanus (Ver de terre géant de Palouse), espèce de lombrics de la famille des Megascolecidae, éteinte en 1980 et redécouverte en 2006.
- Autres
  - Cliona patera, la Coupe de Neptune, espèce d'éponges de grande taille, présumée disparue au début du XXe siècle, redécouverte en 2011 au large de Singapour.

### Réapparition de taxons fossiles
- Animaux
  - Laonastes aenigmamus (Rat de roche laotien ou Kha-nyou), espèce rongeur de la famille des Diatomyidae identifiée seulement sous la forme de fossiles en Asie, découvert au Laos, trouvée dans la région de Khammouan, découverte sur un marché, en 1996 et décrite pour la première fois en 2005 et décrite comme une nouvelle espèce la même année. Dans ce cas, il est considéré comme un rongeur appartenant à une nouvelle famille, les Laonastidae, créée pour lui, puis replacé dans l'ancienne famille Diatomyidae, disparu depuis 11 millions d'années.
  - Cuscomys oblativa (Rat-chinchilla du Machu-Picchu), espèce de rongeurs de la famille des Abrocomidae endémique du Pérou, identifiée en 1916 par des restes Subfossiles datés de 1450-1532, trouvés dans des cryptes incas du Machu Picchu, dans la province de Cuzco, et découverte en  2012.
  - Latimeria chalumnae, espèce actuelle de cœlacanthe connue par des fossiles et retrouvée en Afrique du Sud en 1938. C'est l'un des fossiles vivants et taxons lazare les plus connus.
  - Latimeria menadoensis, deuxième espèce actuelle de cœlacanthe connue par des fossiles et retrouvée en 1997 près de l'île de Manado Tua au large de Célèbes (Indonésie). C'est également un fossile vivant.
  - Catagonus wagneri (Pécari du Chaco), espèce de pécari découverte par des fossiles en 1930 et initialement considéré comme éteint, découverte en 1971.
  - Dromiciops gliroides (Monito del monte), mammifère marsupial, le seul représentant vivant de l'ordre des Microbiotheria, endémique du Chili et de Argentine, ses fossiles furent découverts en Cordillère des Andes, datés de 11 millions d'années, date du Miocène.
  - Alytes muletensis (Alyte de Majorque), une espèce d'amphibiens de la famille des Alytidae, nommée sous le nom Baleaphryne muletensis comme fossile en 1977, puis découverte vivante plus tard en 1979. L'espèce est aussi appelée "Crapaud accoucheur de Majorque".
  - Speothos venaticus (Chien des buissons), canidé de la famille de la sous-tribu des Cerdocyonina (incluse dans la tribu des Canini, qui inclut la sous-tribu des Canina, la sous-tribu incluant les loups et relatifs), appelés aussi les "loups-renards" car phylogénétiquement entre les Canina et la tribu des Vulpini, la tribu des renard vrais. Vivant en Amérique du Sud et au sud de l'Amérique Centrale, comme tous les autres membres de sa sous-tribu, plus connu sous le nom de "renards d'Amérique du sud" ou "renards sud-américains", il s'agit d'un animal vivant en groupe et de petite taille, en plus d'être semi-aquatique avec les pattes semi-palmée, chose rare voire exceptionnelle pour un canidé. Il fut décrit pour la première fois en 1842 à partir de fossiles trouvés dans une caverne du Brésil par Peter Wilhelm Lund et des spécimens vivants furent découverts bien plus tard. C'est le plus proche parent du fameux Loup à Crinière et du Renard des Malouine/Loup des Falkland, ce dernier étant une espèce éteinte par l'homme.

- Végétaux
  - Metasequoia glyptostroboides, espèce de conifères connue par des fossiles et redécouverte en Asie en 1943.
  - Wollemia nobilis, espèce de gymnospermes dont l’origine remonte à 200 millions d’années. Redécouverte en 1994 en Australie